# 1948–1949-es norvég labdarúgó-bajnokság (első osztály)
Az 1948–1949-es Hovedserien volt az 5. alkalommal megrendezett, legmagasabb szintű labdarúgó-bajnokság Norvégiában.
A címvédő a Freidig volt. A szezont a Fredrikstad csapata nyerte, a bajnokság történetében harmadjára.

## Tabellák

### A csoport
| Hely. | Csapat     | M  | Gy | D | V  | G+ | G– | Gk  | P  | Továbbjutás vagy kiesés |
| ----- | ---------- | -- | -- | - | -- | -- | -- | --- | -- | ----------------------- |
| 1.    | Vålerengen | 14 | 9  | 2 | 3  | 23 | 13 | +10 | 20 | Továbbjutott a döntőbe  |
| 2.    | Sparta     | 14 | 9  | 1 | 4  | 30 | 18 | +12 | 19 |                         |
| 3.    | Viking     | 14 | 7  | 4 | 3  | 25 | 18 | +7  | 18 |                         |
| 4.    | Ålgård     | 14 | 7  | 3 | 4  | 18 | 17 | +1  | 17 |                         |
| 5.    | Skeid      | 14 | 7  | 0 | 7  | 34 | 25 | +9  | 14 |                         |
| 6.    | Ørn        | 14 | 6  | 2 | 6  | 25 | 23 | +2  | 14 |                         |
| 7.    | Pors (K)   | 14 | 1  | 4 | 9  | 11 | 34 | −23 | 6  | Kiesett                 |
| 8.    | Brann (K)  | 14 | 1  | 2 | 11 | 25 | 43 | −18 | 4  | Kiesett                 |

### B csoport
| Hely. | Csapat          | M  | Gy | D | V | G+ | G– | Gk  | P  | Továbbjutás vagy kiesés |
| ----- | --------------- | -- | -- | - | - | -- | -- | --- | -- | ----------------------- |
| 1.    | Fredrikstad (B) | 14 | 10 | 2 | 2 | 29 | 10 | +19 | 22 | Továbbjutott a döntőbe  |
| 2.    | Sarpsborg       | 14 | 7  | 4 | 3 | 26 | 14 | +12 | 18 |                         |
| 3.    | Lyn             | 14 | 5  | 6 | 3 | 19 | 17 | +2  | 16 |                         |
| 4.    | Sandefjord      | 14 | 5  | 5 | 4 | 25 | 20 | +5  | 15 |                         |
| 5.    | Mjøndalen       | 14 | 6  | 0 | 8 | 18 | 26 | −8  | 12 |                         |
| 6.    | Storm           | 14 | 3  | 6 | 5 | 15 | 24 | −9  | 12 |                         |
| 7.    | Freidig (K)     | 14 | 3  | 3 | 8 | 15 | 27 | −12 | 9  | Kiesett                 |
| 8.    | Sandaker (K)    | 14 | 3  | 2 | 9 | 22 | 31 | −9  | 8  | Kiesett                 |

## Meccstáblázatok

### A csoport
| Hazai \ Vendég | ÅLG | SKB | ØRN | POR | SKD | SPA | VIF | VIK |
| -------------- | --- | --- | --- | --- | --- | --- | --- | --- |
| Ålgård         | —   | 3–2 | 2–2 | 1–0 | 2–1 | 0–2 | 0–0 | 1–0 |
| Brann          | 1–3 | —   | 2–3 | 2–2 | 2–3 | 3–0 | 2–4 | 0–2 |
| Ørn            | 2–0 | 4–2 | —   | 4–1 | 2–0 | 2–1 | 0–1 | 0–1 |
| Pors           | 1–1 | 1–1 | 2–0 | —   | 0–1 | 0–3 | 0–2 | 1–3 |
| Skeid          | 1–2 | 7–1 | 3–2 | 8–1 | —   | 5–2 | 1–0 | 2–3 |
| Sparta         | 1–0 | 3–1 | 4–1 | 5–1 | 3–1 | —   | 2–1 | 3–1 |
| Vålerengen     | 3–0 | 4–3 | 2–1 | 2–0 | 2–1 | 1–0 | —   | 0–2 |
| Viking         | 1–3 | 4–3 | 2–2 | 1–1 | 3–0 | 1–1 | 1–1 | —   |

### B csoport
| Hazai \ Vendég | FFK | FRE | LYN | MJØ | SDK | SBK | SAR | STO |
| -------------- | --- | --- | --- | --- | --- | --- | --- | --- |
| Fredrikstad    | —   | 2–0 | 4–1 | 1–2 | 4–2 | 1–0 | 3–1 | 5–0 |
| Freidig        | 1–3 | —   | 0–0 | 0–2 | 2–1 | 0–2 | 0–2 | 1–1 |
| Lyn            | 1–1 | 2–2 | —   | 2–0 | 4–0 | 1–0 | 1–1 | 0–0 |
| Mjøndalen      | 0–1 | 4–1 | 0–2 | —   | 0–7 | 3–0 | 2–3 | 3–1 |
| Sandaker       | 2–1 | 3–2 | 1–3 | 1–2 | —   | 1–2 | 0–3 | 2–2 |
| Sandefjord     | 0–0 | 4–5 | 3–1 | 3–0 | 4–1 | —   | 1–1 | 2–2 |
| Sarpsborg      | 0–1 | 1–0 | 5–1 | 2–0 | 1–1 | 1–1 | —   | 4–1 |
| Storms         | 0–2 | 0–1 | 0–0 | 2–0 | 1–0 | 3–3 | 2–1 | —   |

## Döntő
- Vålerengen 1–3 Fredrikstad
- Fredrikstad 3–0 Vålerengen

0* A Fredrikstad csapata nyert 6–1-es összesítéssel